# جيمس إم. غافين
جيمس إم. غافين (بالإنجليزية: James M. Gavin)‏ هو دبلوماسي وضابط أمريكي، ولد في 22 مارس 1907 في بروكلين في الولايات المتحدة، وتوفي في 23 فبراير 1990 في بالتيمور في الولايات المتحدة.

## وصلات خارجية
- جيمس إم. غافين على موقع IMDb (الإنجليزية)
- جيمس إم. غافين على موقع الموسوعة البريطانية (الإنجليزية)
- جيمس إم. غافين على موقع مونزينجر (الألمانية)